# 제1대 뉴캐슬 공작 토머스 펠럼홀스
제1대 뉴캐슬어폰타인 공작과 제1대 뉴캐슬언더라인 공작 토머스 펠럼홀스(Thomas Pelham-Holles, 1st Duke of Newcastle upon Tyne and 1st Duke of Newcastle-under-Lyme, KG, PC, FRS, 1693년 7월 21일 – 1768년 11월 17일)은 영국 휘그당 소속의 정치인, 귀족으로 뉴캐슬 공작(Duke of Newcastle)으로 알려져있다. 로버트 월폴과 동생 헨리 펠럼 정권의 각료를 지낸 후 2기 동안 총리(재임: 1754년 3월 16일 - 1756년 11월 16일, 1757년 7월 2일 - 1762년 5월 26일)를 지냈다. 총리 재임 중에는 프렌치 인디언 전쟁과 7년 전쟁 등 프랑스와의 전쟁에 쫓겼다.
1차 내각은 서민원의 지지 기반이 약했기 때문에 짧은 기간에 사직해야 했다. 2차 내각은 윌리엄 피트가 파트너가 되었고, 서민원의 지지 기반을 확립하고 있었지만, 국왕 조지 3세의 중신 뷰트 백작 존 스튜어트로 인해 사직에 몰렸다. 따라서 제2차 내각에서 하야한 후 자신의 파벌을 만들어 의회 정치를 옹호하며, 반 국왕파 야당 세력인 로킹엄 후작파가 형성되어 간다.

## 어린 시절
1693년 7월 1일, 초대 로턴 펠럼 남작 토머스 펠럼과 그의 아내 그레이스(제3대 클레어 백작 길버트 홀스의 딸)의 장남으로 태어났다. 1711년에 외삼촌격인 초대 뉴캐슬-어폰 타인 공작 존 홀이 사망하면서, 남겨진 영지를 상속하여 펠럼홀스라는 복합성으로 개명했다. 웨스트민스터 스쿨을 거쳐 캠브리지 대학교 클레어 컬리지에 진학했다. 1712년에 아버지로부터 로턴 펠럼남작을 계승했다. 휘그당 소속의 귀족원 의원이 된다. 1715년에는 큰아버지와 같은 뉴캐슬 - 어폰 타인 공작이 되었다.

## 정치
1717년에서 1724년 사이에 궁내 장관을 맡는다. 1724년에 남부장관 존 카트렛이 수상 로버트 월폴에 의해 해임된 후 그 후임으로 남부 장관에 임명되었다. 이 때 동생 헨리 펠럼도 육군 사무 장관으로 입각했으며, 이후 펠럼 형제는 휘그당의 중추가 되어 간다.
1727년의 해산 총선거에서는 월폴 총리의 참모로 선거전을 지휘했다. 정부의 비자금을 유용하고 유권자를 매수하거나 관직을 미끼로 선거구 유력자의 이해를 도모하는 등의 활동을 한 결과 여당은 400석 이상의 대형 의석을 획득했다. (야당 보수당은 128석, 휘그당 내 반 월폴파 15석) 그러나 이러한 매관 매수를 두고 야당에서는 ‘부패’라고 비판했다.
1739년에 발발한 젱킨스의 귀 전쟁은 월폴에게 본의가 아닌 전쟁이었으며, 적극적으로 전쟁을 이끌 의사도 없었기 때문에 월폴의 정치력이 이때부터 급속히 떨어졌다. 뉴캐슬 공도 월폴의 정책에 반대하는 일이 늘어났다. 1741년의 해산 총선거에서는 여야의 의석 차이가 20석까지 줄어들자 월폴의 권위는 더욱 하락되었다. 1742년 2월에 이르러 월폴은 내각 총사퇴를 해야 했다.

### 동생 헨리를 지원
1743년에 웰밍턴 백작이 병사하면 동생 헨리 펠럼 총리가 된다. 뉴캐슬 공은 계속 남부 장관으로 잔류하면서 동생의 정권을 지원했다.
오스트리아 왕위 계승 전쟁을 둘러싸고 친 하노버 정책을 주장하는 카트렛 경(그는 1844년에 그랜빌 백작에 서임된다)과 그것을 반대하는 펠럼형제의 대립이 심화되었다. 펠럼 형제는 1744년에 그랜빌 백작 경질을 요구하는 상주문을 국왕 조지 2세에게 제출했다. 국왕은 그랜빌 백작의 경질을 피하고 싶었지만, 펠럼 형제의 의지는 꺽이지 않았고 마지못해 그랜빌 백작을 사직시킨다.
1748년에는 북부 장관으로 전임되었다. 그해 엑스라샤펠 조약이 체결되면서, 오스트리아 왕위 계승 전쟁이 끝났다. 펠럼은 전시 재정 해제를 목표로 해군을 축소하고, 토지 세율을 감소시켰으며, 국채를 통일하고, 국채 금리 상승 등의 개혁을 시작했다. 뉴캐슬 공이 그 선두에 서서 개혁에 반대하는 각료와 충돌하게 되었고, 1751년 6월에 가장 첨예하게 대립한 베드포드 공작을 내각에서 쫓아내는데 기여했다. 베드포드 공이 내각을 떠난 후에는 펠럼 형제의 권세를 위협하는 사람은 사라졌다.

### 제1차 뉴캐슬 공작 내각
1754년 3월에 동생이 사망한다. 뉴캐슬 공작은 대신 내각을 꾸려가라고 명을 받게 된다. 그러나 그는 귀족원 의원이었으며, 서민원 내 파트너로 삼을 만큼 신뢰할 수 있는 유력자를 찾을 수 없었기 때문에 제1차 뉴캐슬 공작의 내각은 발족 당시부터 불안정했다.
같은 해에 열린 해산 총선거는 여당의 승리로 끝났지만, 11월부터 소집된 의회는 서민원 내에 큰 세력을 가진 윌리엄 피트(피트 당시 육군 지불 장관) 또는 헨리 폭스(당시 육군 사무 장관)가 정권 내 불만 분자가 되어 공공연히 정권 비판을 전개하였다.
마침 북미에서 프렌치 인디언 전쟁이 발발하여, 영국은 프랑스와 전쟁을 벌였지만 육지에서도, 바다에서도 모두 패하게 된다. 또한 유럽 대륙의 정세도 불안하게 되었기 때문에, 동군연합 하노버 왕국을 지키기 위해, 1755년 여름부터 가을에 걸쳐 헤센 대공국과 러시아 제국과 조약을 맺었다. 그 대가로 이 두 나라에게 많은 공여금을 주기로 했기 때문에 이 정책은 비판을 받았다. 뉴캐슬 공은 서민원 내 반대 세력을 억누르기 위해 같은 해 11월에 폭스를 서민원 원내 총무로 임명하여 회유하고, 윌리엄 피트를 정부 직책에서 해임했다.
이듬해 1756년 5월에 프랑스군이 영국령 메노르카섬에 상륙하자 프랑스에 선전포고를 했지만, 메노르카섬을 탈환하기 위해 파견된 존 빙이 이끄는 함대가 메노르카섬 해전에서 패배했다. 이에 여론은 격앙되었고, 뉴캐슬 공작과 빙을 비판하는 여론이 높아졌다. 뉴캐슬 공작은 빙에게 모든 책임을 전가하고 그를 군법회의에 회부하여 총살형에 처했다. 그럼에도 불구하고, 영국군은 북미에서도 패전을 거듭했기 때문에 비판의 열기는 식지 않았다. 내각에 사직한 폭스는 서민원 원내 대표를 사직했다. 뉴캐슬 공작은 피트에게 협조를 요청했지만, 거부당했고 총사퇴는 피할 수 없게 되었다.
11월에 내각이 총사퇴했다. 대신 피트가 사실상 이끄는 데본셔 공작 내각이 출범했지만, 뉴캐슬 공작을 배제하고 만든 이 정권은 여당의 지지를 확장하지 못하고, 1757년 4월에 왕에게 경질되었다.

### 제2차 뉴캐슬 공작 내각
데본셔 공작의 후계를 둘러싸고 뉴캐슬 공작과 폭스 사이에 다툼이 있었지만, 뉴캐슬 공작은 경질된 윌리엄 피트와 손을 잡는 것으로 서민원의 기반을 확립하고 폭스와의 경쟁에서 승리했다. 1757년 6월에 내각을 꾸리도록 명을 받아 제2차 뉴캐슬 공작의 내각이 출범하는 단계가 되었다.
이 내각에서 뉴캐슬 공은 국왕과 의회에서 안정된 지지를 확보함으로써, 군비를 조달하는 역할을 하였고, 7년 전쟁의 전쟁 지휘는 윌리엄 피트가 담당했다. 두 사람은 공동으로 7년 전쟁의 수행에 최선을 다했고, 프랑스 식민지의 제압에 크게 공헌했다. 그러나 유럽 대륙에서의 전황이 좋지 않아서, 그들의 인기는 프랑스가 캐나다 근거지인 퀘벡을 점령한 1759년을 정점으로 하락세로 돌아 섰다.
1760년에 조지 2세가 사망하고, 손자인 조지 3세가 즉위하였다. 왕의 왕사였던 버트 백작 존 스튜어트가 국무 장관으로 임명되어, 발언권을 더했다. 국왕과 버트 백작은 7년 전쟁의 조기 강화를 목표로 하고 있었다. 그래서 완전한 승리까지 전쟁을 계속해야 한다고 주장하는 피트와 대립이 심화되었다. 1761년 8월에 프랑스와 스페인이 동맹을 체결하자 피트는 스페인에 선전포고할 것을 요구했지만 국왕과 버트 백작은 반대를 했다. 뉴캐슬 공작도 재정 부족과 국민들의 반전 기운이 높아지고 있다는 이유로 스페인과의 개전에 반대했으며, 고립된 피트는 10월에 사직을 했다.
피트가 내각을 물러나자 뷰트 백작의 권세는 더욱 더 커졌고, 뉴캐슬 공작도 내각에서 고립되기 시작했다. 스페인은 결국 1762년 1월에 전쟁에 졌지만, 뷰트 백작은 그 전비를 보전하기 위해 뉴캐슬 공작이 프로이센에게 공여금을 주는 안건을 계속 반대했다. 뉴캐슬 공작은 뷰트 백작을 견제할 힘이 더 이상 없었고, 프로이센에 공여금 폐지가 결정되자 5월에 사직했다. 후임 총리로는 뷰트 백작이 취임했다. 1762년 말까지 뉴캐슬 공작과 가까운 정치인들은 대부분이 정부 직책에서 경질되었다.

## 말년
국왕의 중신에 의해 뉴캐슬 공작이 하야한 것은 휘그당의 정치인들 사이에 의회 정치의 위기라는 의식을 고조시켰다. 12월 23일에는 뉴캐슬 파 의원들은 뉴캐슬 공작의 조카 집에 모여 이후 정기적인 모임을 할 것을 동의했다. 뉴캐슬 공작 자신은 그러한 회의에 반대하고 있었기 때문에, 회의의 의장은 뉴캐슬파 귀족원 의원 로킹엄 후작이 취임했다. 이것이 로킹엄 휘그당의 시작이었다.
1763년 동안은 뉴캐슬파 내에서 로킹엄 후작의 권위가 높아졌고, 반대로 뉴캐슬 공작의 권위는 약해졌다. 또한 1764년에는 뉴캐슬 공작의 동지 데본셔 공작과 하드윅 백작이 사망했기 때문에 뉴캐슬 공작의 리더십은 거의 상실되어 버렸다.
한편, 의회 정치를 위기에 빠뜨린 모양세가 된 채로 총리가 된 버트 백작은 비판에 노출되었기 때문에 뷰트 백작 내각으로 이어지는 조지 그렌빌 내각(뷰트 백작의 영향 대)은 단기간에 총사퇴를 해야 했다. 1765년 7월에는 로킹엄 후작 내각이 출범하는 단계가 되었다. 70세를 넘어선 뉴캐슬 공은 요직이 아닌 왕새상서로 이 내각에 입각하게 되었다. 1768년 11월 17일에 75세의 나이로 사망했다.
1717년에 헨리에타 고돌핀(제2대 고돌핀 백작 프랜시스 고돌핀과 제2대 말보로 여자 공작 헨리에타 처칠의 딸)과 결혼했지만 아이는 없었다. 특별 계승권(Special remainder)은 뉴캐슬 언더 라인 공작 정도가 조카(여동생 루시와 제7대 링컨 백작 헨리 클린턴의 아들)인 제9대 링컨 백작 헨리 클린턴, 스탄마의 펠럼 남작 정도가 종생에 해당 토머스 펠럼(이후 치체스터 백작)에게 상속되었다.

## 같이 보기
- 뉴캐슬 공작가와 치체스터 백작가는 제3대 준남작 존 펠럼을 한 조상으로 둔다.
- 스탠머오브펠럼 남작 토머스 펠럼 - 뉴캐슬 공작의 5촌 조카이며 스탠머의 토머스 펠럼의 아들이다.